# Nadleśnictwo Jabłonna
Nadleśnictwo Jabłonna – jednostka organizacyjna Lasów Państwowych podległa Regionalnej Dyrekcji Lasów Państwowych w Warszawie. Siedziba nadleśnictwa znajduje się w Jabłonnie, w powiecie legionowskim, w województwie mazowieckim. Graniczy z Kampinoskim Parkiem Narodowym.
Nadleśnictwo obejmuje część powiatów legionowskiego, nowodworskiego, sochaczewskiego, warszawskiego zachodniego i wołomińskiego oraz część Warszawy.
Jego powierzchnia wynosi 12 865, 77 ha.

## Historia
Nadleśnictwa Jabłonna i Pomiechówek powstały w 1945. W późniejszym okresie zostały one połączone.

## Ochrona przyrody
Na terenie nadleśnictwa znajduje się szesnaście rezerwatów przyrody:
- Bukowiec Jabłonowski
- Dolina Wkry
- Jabłonna
- Jadwisin
- Jezioro Kiełpińskie
- Kalinowa Łąka
- Kępy Kazuńskie
- Las Bielański
- Ławice Kiełpińskie
- Łosiowe Błota
- Pomiechówek
- Wąwóz Szaniawskiego
- Wieliszewskie Łęgi
- Wikliny Wiślane
- Zakole Zakroczymskie
- Zegrze.